# Dilatometro piatto
Il dilatometro piatto (DMT) è uno strumento utilizzato per la misura delle caratteristiche meccaniche dei terreni.

Lo strumento è formato da una lama piatta d'acciaio, su una faccia della quale è presente una sottile membrana circolare d'acciaio che viene deformata per mezzo di aria compressa. La lama viene conficcata verticalmente nel terreno con la spinta di una forza statica. Alla profondità prefissata la membrana viene dilatata orizzontalmente. La prova di carico è quindi orizzontale e la resistenza del terreno viene dedotta dalla misura della pressione d'aria introdotta all'interno dello strumento per ottenere la dilatazione predeterminata della membrana. Dalla resistenza orizzontale del terreno si riesce a risalire ad una serie di parametri geotecnici.

## Dilatometro tipo Marchetti
La lama dilatometrica tipo Marchetti ha dimensioni 95 x 200 x 15 mm. Viene spinta all'interno del terreno con un penetrometro statico e ad ogni 20 cm di profondità viene eseguita la prova.
La metodologia è stata sviluppata in Italia dal prof. Silvano Marchetti, docente di Geotecnica nella Facoltà di ingegneria presso l'Università degli Studi dell'Aquila.

Utilizzata dal 1980 in Nord America e in Europa è oggi utilizzata in più di 40 nazioni.

Il prof. Marchetti descrisse il metodo di prova e le correlazioni nella pubblicazione "In Situ Tests by Flat Dilatometer", ASCE Jnl GED, Vol. 106, No. GT3, 1980. In seguito la prova DMT è stata utilizzata e calibrata in depositi di terreno con diverse caratteristiche in varie parti del mondo.

## Parametri ricavabili dalla prova
Frequentemente le prove DMT vengono utilizzate per la determinazione dei parametri geotecnici di uso corrente, utili per la progettazione. Tra questi, quelli ritenuti più affidabili e utili sono:
- resistenza al taglio non drenata cu
- modulo confinato M

Da questa prova è possibile dedurre il valore del coefficiente di spinta a riposo del terreno. Misurando il valore della pressione del gas all'interno della membrana nell'istante in cui essa inizia a dilatare nel terreno({\displaystyle p_{0}}), la pressione neutra propria dell'acqua contenuta nel terreno ({\displaystyle u_{0}}) e lo sforzo efficace verticale cui è sottoposto il terreno ({\displaystyle \sigma '_{v}0}), si definisce un indice {\displaystyle k_{D}} pari a:
{\displaystyle K_{D}={\frac {p_{0}-u_{0}}{\sigma '_{v}0}}}
correlato al coefficiente di spinta a riposo dalla relazione:
{\displaystyle K_{0}=\left({\frac {K_{D}}{\beta _{K}}}\right)^{0.46}-0.6}
dove {\displaystyle \beta _{K}} è un coefficiente funzione del tipo di terreno.